# Mouna Fettou
Mouna Fettou (ou Mona Fettou) est une actrice marocaine née en 1970 à Rabat.

## Biographie
Mouna Fettou a fait ses débuts au théâtre en intégrant l'Atelier de théâtre professionnel du Théâtre national Mohammed-V de 1988 à 1990. En plus de sa langue maternelle (l'arabe marocain), elle parle le français, l'anglais et l'arabe égyptien. Elle maîtrise également la danse orientale à un niveau professionnel.
Mouna Fettou s'est mariée le 6 mars 1998 à Rabat au réalisateur Saâd Chraïbi, avec qui elle a eu un fils. Ils ont ensuite divorcé en juillet 2005,.
Elle a joué dans de nombreux films au cinéma et à la télévision marocaine, ainsi que dans des pièces de théâtre au Maroc. Elle s'est fait remarquer en France avec le rôle subtil de Mina aux côtés de Sandrine Bonnaire dans Prendre le large de Gaël Morel,, sorti en 2017 au cinéma.

## Filmographie

### Cinéma

#### Longs métrages
- 1991 : Un amour à Casablanca d'Abdelkader Lagtaâ[7]
- 1995 : À la recherche du mari de ma femme (Al-bahth an zaouj imaraatî) de Mohamed Abderrahman Tazi : Houda[8]
- 1997 : Un simple fait divers de Hakim Noury[9]
- 1999 : Femmes... et femmes (Nissa... wa nissa) de Saâd Chraïbi[8]
- 2001 : Les amours de Haj El Mokhtar Soldi de Mostafa Derkaoui
- 2001 : Soif (Atash) de Saâd Chraïbi : Menna[8]
- 2002 : And now... Ladies and Gentlemen de Claude Lelouch : réceptionniste[8]
- 2004 : Jawhara de Saâd Chraïbi : la mère
- 2005 : ici et là
- 2005 : J'ai vu tuer Ben Barka de Serge Le Péron : Ghita Ben Barka[8]
- 2006 : Les Portes du paradis (Heaven's Doors) de Imad et Swel Noury : Yasmine[8]
- 2007 : Deux femmes sur la route (ou Le Chemin des femmes - Triq laâyalat) de Farida Bourquia[10].
- 2010 : Awlad Lablad (Les Gars du bled) de Mohamed Ismaïl : Saadia
- 2015 : L'Orchestre des aveugles de Mohamed Mouftakir
- 2017 : Prendre le large de Gaël Morel : Mina
- 2017 : Volubilis de Faouzi Ben Saïdi
- 2022 : Jours d'été de Faouzi Ben Saidi

#### Courts métrages
- 1994 : Jeu fatal d'Omar Chraïbi[11].
- 1995 : Sur la terrasse, de Farida Belyazid.
- 2020: Frère II Sang, de Mohcine Nadifi.

### Télévision

#### Téléfilms
- 2004 : Majda de Abdeslam Kelai.
- 2006 : L'affaire Sarah T de Saâd Chraïbi
- 2006 : La ruelle (Alhay Alkhalfi) de Farida Bourquia
- 2007 : R'himou
- 2008 : Mari à louer de Saïd Naciri
- 2010 : Les filles de Rahma (B'nat Rahma) de Farida Bourquia
- 2010 : L'Actrice de Narjiss Nejjar
- 2011 : Bienvenue Bienvenue de Zakia Tahiri et Ahmed Bouchaala
- 2013 : Oh Bienvenue! de Narjiss Nejjar

#### Séries télévisées
- 2001 : Jardin des vignes (Jnane el Karma) de Farida Bourquia
- 2007 : Rhimou d'Ismaïl Saïdi : Rhimou
- 2010 : C'est parce qu'on est voisin (Yak Hna Jirane): Ghita
- 2011 : Voisins pour toujours (Dima Jirane): Ghita
- 2012 : Que des voisins (Kolna Jirane) : Ghita
- 2018 : L'usine
- 2019 : La vie nous joue des tours (Dounia Douara)
- 2021 : Les filles du gardien (Bnat Al-Assass)
- 2023 : Ghader Al-Zaman

## Théâtre
- Nous sommes faits pour nous entendre de Taïeb Seddiki
- L'Éléphant de- Faouzi Ben Saïdi
- Bartlett de Faouzi Ben Saïdi
- El Batoule de Touria Jebrane

## Animation télé
- 2014 : Oh voisin (Jari ya Jari) sur Medi1 TV

## Jury
Elle a fait partie des jurys suivants :
- 1996 : Festival du cinéma d'Alexandrie[12].
- 2003 : 3e édition du Festival international du cinéma au féminin à Rabat[13].
- 2005 : 3e édition du Festival Méditerranéen du court-métrage de Tanger[14].

Maîtresse de cérémonie des films d'ouverture et de fermeture
- 2006 : 6e édition du festival international du film de Marrakech[15].

## Distinctions
- 1995 : Prix du premier jeune espoir féminin dans Jeu fatal au festival national du film de Tanger[11].
- 2013 : Best Actress Moroccan 2013
- 2019 : Hommage du festival international du film de Marrakech